# Thadomal Shahani Engineering College
Thadomal Shahani Engineering College, ofta förkortat TSEC, är en teknisk högskola i Bandra, en förort till Bombay i Indien.